# نهر ميتشل

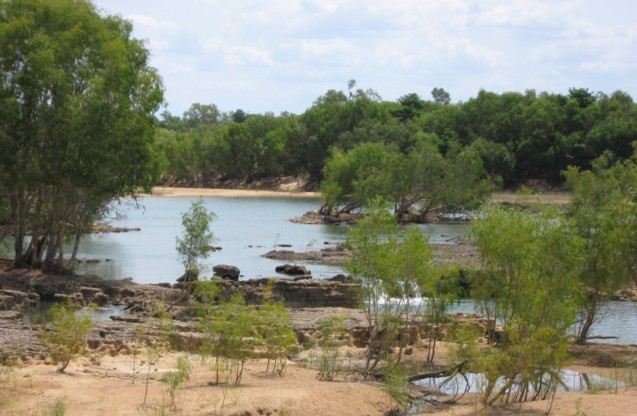
نهر ميتشل 
نهر ميتشل بالإنجليزية (Mitchell River): هو نهر يوجد بأقصى شمال كوينزلاند، أستراليا, النهر يبدأ من سهول أثرتون على بعد 50 شمال غرب كيرنز Cairns ثم يتدفق لمسافة حوالي 750 كم شمال غرب عبر شبه جزيرة كيب يورك من ماريبا Mareeba إلى خليج كاربنتاريا, مساحة الحوض المائي للنهر تبلغ 71757 كم2 تقريباً, وهو يمتلك أكبر تصريف نهري في الولاية ولكنها متقطعة بل وفي بعض أجزاء من السنة يكون جاف, سد ساوثدج Southedge هو المنشأة الرئيسية التي أقيمت على النهر لتخزين المياه.